# Nikołaj Zinowjew
Nikołaj Zinowjew (ur. 5 września?/17 września 1839 w Jarosławiu, zm. 15 marca?/28 marca 1917) – rosyjski polityk, wiceminister spraw wewnętrznych Imperium Rosyjskiego w latach 1902–1903.

## Życiorys
Ojciec – Aleksiej Zinowjewicz Zinowjew (16 lutego 1801–26 lutego 1884) pochodził ze stanu mieszczańskiego, był radcą tłumaczem, autorem wielu prac z dziedziny historii literatury oraz historii antycznej. Był także m.in. profesorem w Liceum Demidowskiego w Jarosławiu (1830–1846).
Absolwent Łazariewskiego Instytutu Języków Wschodnich (1848–1853), (prawo otrzymania XII rangi przy podejmowaniu pracy w służbie państwowej) oraz Konstantynowskiego Instytutu Mierniczego w Moskwie (1856). W 1869 został członkiem Komisji ds. Włościańskich. Następnie w 1881 mianowany gubernatorem suwalskim, pełnił ten urząd przez dwa lata, po czym został przeniesiony na analogiczne stanowisko w guberni piotrkowskiej. Był konserwatystą i zwolennikiem rosyjskiego nacjonalizmu, w swojej działalności realizował koncepcje generał-gubernatora warszawskiego Josifa Hurki w zakresie ograniczania napływu robotników i specjalistów do guberni piotrkowskiej. W latach 1887–1893 był gubernatorem tulskim, zaś od 1893 do 1902 – mohylewskim. Następnie przez rok piastował stanowisko wiceministra spraw wewnętrznych.
Uzyskał rangę rzeczywistego radcy stanu, zasiadał w Radzie Państwa.